# Hölderlinstraße (Radebeul)
Die Hölderlinstraße ist eine knapp 250 Meter lange Innerortsstraße der sächsischen Stadt Radebeul, in der Ursprungsgemarkung Radebeul selbst.

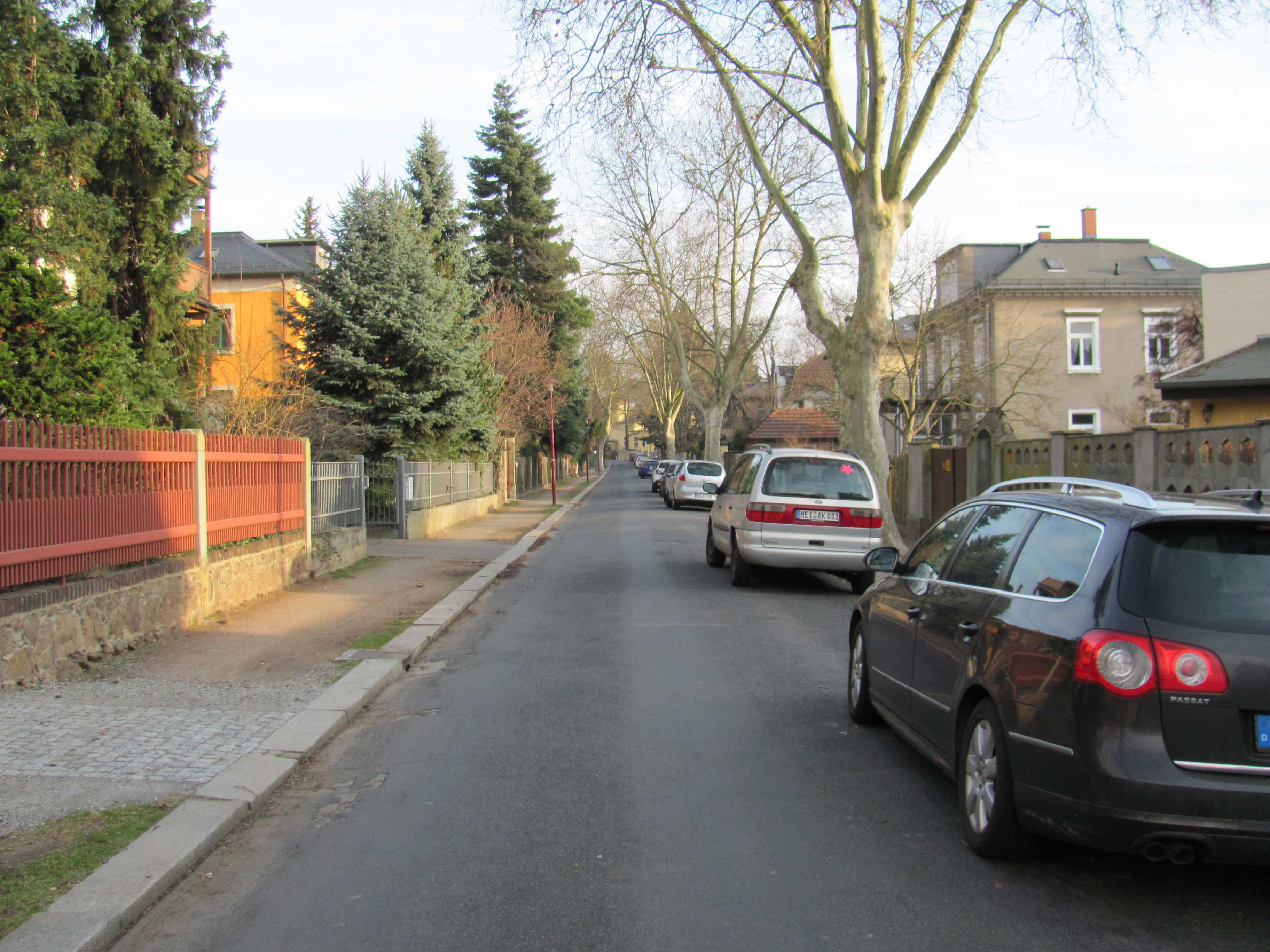
Hölderlinstraße nach Osten

## Bebauung
Die Benummerung der Hausadressen beginnt heute an der Gellertstraße. Die ungeraden Nummern liegen auf der Nordseite (rechts), während die geraden Nummern im Süden liegen.
Mehrere der an der Hölderlinstraße liegenden Gebäude stehen unter Denkmalschutz und sind daher in der Liste der Kulturdenkmale in Radebeul (Gemarkung) aufgeführt, teilweise unter Adressen von Nebenstraßen:
- Nr. 1, Villa Lilys Heim (Nr. 2), Nr. 4, Nr. 8, Nr. 9, Schildenstraße 6a

## Namensgebung
Die Straße endet etwa auf halber Höhe der Schildenstraße zwischen Meißner Straße und Pestalozzistraße, gegenüber der Karl-May-Straße (ehemals Kirchstraße). Nach dem Straßenausbau der Planstraße XI und der Erschließung der umliegenden Feldflur auf dem ehemaligen Ackerland „Oberzeilen“ durch die Gebrüder Ziller erhielt die Straße nach Übergabe an die Gemeinde 1890 den Namen Moritzstraße, zu Ehren des älteren Zillerbruders Moritz Ziller, der auch dem regionalen Verschönerungsverein vorstand. Die Straße führt zur Gellertstraße, die bereits früher (1887) zur Flurerschließung durch die Zillerbrüder gebaut worden war.
Nach dem Zweiten Weltkrieg wurde sie 1945 in Hölderlinstraße umbenannt, nach dem deutschen Lyriker Friedrich Hölderlin. Gleichzeitig wurde die gegenüberliegende Karl-May-Straße zur Verlängerung der Hölderlinstraße gemacht und die Ehrung Karl Mays aufgegeben, dessen letzter Wohnsitz Villa Shatterhand dort liegt. Dieser Zustand währte bis 1985, als die ehemalige Karl-May-Straße wieder abgetrennt wurde und den alten Namen zurückerhielt.

## Bewohner
Hof-Opernsänger und Schauspieler Eduard Decarli lebte und verstarb 1903 in seiner Wohnung in der Hölderlinstraße 1.
Die denkmalgeschützte Villa Hölderlinstraße 4 war der Ruhesitz des Fernostfotografen Gustav Richard Lambert. Sein Sohn, der Psychotherapeut Fritz Lambert, gründete dort im Elternhaus das Lambert-Coué-Institut, das als Lambert-Coué-Gesellschaft 1933 in das Vereinsregister eingetragen wurde.